# Đảo Thị Tứ
Đảo Thị Tứ (tiếng Anh: Thitu Island; tiếng Filipino: Pag-Asa; chữ Hán: 中业岛; bính âm: Zhōngyè dǎo; Hán-Việt: Trung Nghiệp đảo) là một đảo san hô thuộc cụm Thị Tứ của quần đảo Trường Sa. Đảo này xếp thứ hai trong quần đảo về mặt diện tích.
Đảo Thị Tứ là đối tượng tranh chấp giữa Việt Nam, Đài Loan, Philippines và Trung Quốc. Hiện Philippines đang kiểm soát đảo này.
| Đá Cái Vung Đảo Thị Tứ Đá Trâm Đức Đá Vĩnh Hảo Đá Tri Lễ Đá Hoài Ân Đá Xu Bi Ảnh chụp vệ tinh đảo Thị Tứ và các thực thể thuộc Cụm Thị Tứ (nguồn: NASA). |

## Đặc điểm
Đảo cao 3,6 m với diện tích tự nhiên khoảng 32 ha. Tính đến năm 2012 thì đảo này có diện tích khoảng 37 ha. Theo như ảnh vệ tinh Sentinel-2 (ESA) thì tính đến tháng 10 năm 2022, diện tích của đảo sau khi được bồi đắp thêm vào khoảng 44 ha.

Đảo được bao bọc bởi thềm san hô rộng. Trên đảo có nhiều cây dừa và cỏ dại. Một số loài chim biển cũng đến đây trú ngụ.

## Lịch sử
Ngày 21 tháng 12 năm 1933, thống đốc Nam Kỳ Jean-Félix Krautheimer ký Nghị định số 4702-CP sáp nhập một số đảo chính và các đảo phụ thuộc trong quần đảo Trường Sa vào địa phận tỉnh Bà Rịa, trong đó có đảo Thị Tứ.
Đầu thập niên 1960, các tàu hải quân của Việt Nam Cộng hòa thường ghé thăm đảo Thị Tứ, cụ thể năm 1961 là tàu HQ-02 Vạn Kiếp và HQ-06 Vân Đồn còn năm 1963 là ba tàu gồm HQ-404 Hương Giang, HQ-01 Chi Lăng và HQ-09 Kì Hòa (dựng bia trên đảo Thị Tứ vào ngày 22 tháng 5).
Vào thời kỳ 1970-1971, Philippines cho quân bí mật chiếm đóng một số đảo thuộc Trường Sa, trong đó có đảo Thị Tứ.
Ngày 5/3/2019, giới chức Philippines cho biết các tàu cá Trung Quốc ép ngư dân Philippines rời khỏi những bãi cạn nằm trong lãnh hải của đảo Thị Tứ.

## Dân cư
Năm 2002, chính quyền Philippines đưa dân ra đảo trong khuôn khổ một chương trình tái định cư. Hiện nay, đảo Thị Tứ là nơi duy nhất có dân cư sinh sống trong số các thực thể thuộc Trường Sa do Philippines kiểm soát. Dân Philippines trên đảo nuôi lợn, dê, gà và trồng trọt trong khu vực được giao. Ban ngày dân chúng sử dụng điện từ máy phát điện của chính quyền, về đêm thì chuyển sang dùng nguồn điện mặt trời trữ được trong ngày. Hiện có hai chuyến bay thương mại hàng tuần. Mỗi tháng một lần, tàu của hải quân Philippines chở lương thực và thực phẩm đến đây.

## Cơ sở hạ tầng
Trên đảo Thị Tứ có một đường băng dài 1.260 m được xây dựng vào năm 1975 với khả năng tiếp nhận các máy bay lớn nhưng đã xuống cấp. Ngoài ra, nơi đây còn có căn cứ hải quân, bến tàu, trung tâm y tế, trường học và một tháp thông tin di động.

### Phát triển kinh tế
Trong thập niên 1990, du thuyền từ Cebu đã đưa các vị khách Nhật Bản ra khu vực Trường Sa để tham quan những bãi biển và rạn san hô tươi đẹp. Ngày 3 tháng 4 năm 2012, Philippines tuyên bố kế hoạch phát triển đảo Thị Tứ bằng cách sửa chữa lại đường băng trên đảo và biến nơi đây thành một khu du lịch. Tuy nhiên, trước mắt Philippines sẽ xây dựng một bến tàu mới tại đảo Thị Tứ vào nửa sau năm 2012 để giúp ngư dân địa phương vận chuyển hàng hóa thuận tiện hơn.